# Distretto di Huampara
Il distretto di Huampara è uno dei trentatré distretti della provincia di Yauyos, in Perù. Si trova nella regione di Lima e si estende su una superficie di 54,03 chilometri quadrati.
Istituito il 13 maggio 1936, ha per capitale la città di Huampara.